# 31 agosto
Il 31 agosto è il 243º giorno del calendario gregoriano (il 244º negli anni bisestili). Mancano 122 giorni alla fine dell'anno.

## Eventi
- 784 – Il patriarca di Costantinopoli, Paolo, è deposto dall'imperatrice Irene d'Atene, che lo sostituisce con Tarasio, un uomo di sua fiducia
- 1056 – L'imperatrice bizantina Teodora muore senza figli, ponendo fine alla dinastia macedone
- 1302 – Stipula della Pace di Caltabellotta tra Federico III di Sicilia e Carlo di Valois, capitano generale di Carlo II di Napoli
- 1864 – Guerra di secessione americana: le forze dell'Unione guidate dal generale William T. Sherman lanciano l'assalto ad Atlanta, in Georgia, difesa dalle truppe confederate del generale John Bell Hood
- 1876 – Il sultano ottomano Murad V viene deposto, gli succede il fratello Abdul Hamid II
- 1886 – Un terremoto uccide 100 persone a Charleston, in Carolina del Sud
- 1888 – Jack lo squartatore inizia la serie di omicidi di donne: Mary Ann Nichols è la sua prima vittima trovata a Buck's Row, Londra
- 1891 – Thomas Edison brevetta il kinetoscopio, strumento sviluppato da William Kennedy Laurie Dickson[1]
- 1907 – Regno Unito, Russia e Francia formano la Triplice intesa
- 1920 – Il primo giornale radio viene trasmesso da Detroit (Michigan)
- 1935 – Aleksej Stachanov batte il record di raccolta di carbone dell'Unione sovietica raccogliendone 102 tonnellate in 5 ore e 45 minuti. Nell'Unione Sovietica il 31 agosto diventa il "giorno del minatore di carbone" in suo onore.
- 1939 – Truppe tedesche, travestite con divise polacche, attaccano la stazione radiofonica di Gleiwitz: Hitler usa questo finto attentato come pretesto con l'opinione pubblica per giustificare l'invasione della Polonia e quindi lo scoppio della seconda guerra mondiale
- 1942 – Le Schutzstaffel attuano la prima deportazione degli ebrei (circa 5'000 persone) dal ghetto di Ternopil' al Campo di sterminio di Bełżec
- 1943 – Bombardamento alleato su Pisa, provocando dai 900 ai 2.000 morti e 2.500 case distrutte.
- 1943 - Primo dei bombardamenti di Pescara
- 1945 – Viene fondato il primo Partito Liberale d'Australia, grazie a Robert Menzies
- 1957 – La Malesia ottiene l'indipendenza dal Regno Unito
- 1958 – A Reims Ercole Baldini vince il Campionato del mondo di ciclismo su strada
- 1962 – Trinidad e Tobago ottengono l'indipendenza dal Regno Unito
- 1978 – I fondatori dell'Esercito di Liberazione Simbionese William ed Emily Harris vengono ritenuti colpevoli di aver rapito nel 1974 Patricia Hearst, erede di un impero editoriale.
- 1991 – Il Kirghizistan dichiara l'indipendenza dall'Unione Sovietica
- 1994 – In Irlanda l'IRA dichiara la "completa cessazione di tutte le operazioni militari", annuncio di pace rivelatosi poi non rispettato, con il riaprirsi del conflitto il 9 febbraio 1996
- 1997 – Diana, principessa del Galles, muore in un incidente stradale a Parigi
- 1998 – La Corea del Nord lancia Kwangmyŏngsŏng, il suo primo satellite
- 1999 – Il primo di una serie di attentati a Mosca uccide una persona e ne ferisce 40.
- 2006 – La polizia norvegese recupera due quadri di Edvard Munch, L'urlo e Madonna, che erano stati rubati il 22 aprile 2004
- 2007 – Rilascio Vocaloid Hatsune Miku.
- 2016 – Brasile: la presidente Dilma Rousseff viene destituita a seguito del voto in Senato[2].

## Nati
Ci sono circa 1 010 voci su persone nate il 31 agosto; vedi la pagina Nati il 31 agosto per un elenco descrittivo o la categoria Nati il 31 agosto per un indice alfabetico.

## Morti
Ci sono circa 450 voci su persone morte il 31 agosto; vedi la pagina Morti il 31 agosto per un elenco descrittivo o la categoria Morti il 31 agosto per un indice alfabetico.

## Feste e ricorrenze

### Civili
Nazionali:
- Malaysia – Festa dell'indipendenza (1957)
- Trinidad e Tobago – Festa dell'indipendenza (1962)
- Kirghizistan – Festa dell'indipendenza (1991)

### Religiose
Cristianesimo:
- Sant'Aidano di Lindisfarne, vescovo
- Sant'Aristide Marciano, apologista
- Santi Centomila martiri di Tbilisi (Chiesa ortodossa georgiana)
- San Cesidio e compagni, martiri
- San Domenico del Val, martire
- San Giuseppe di Arimatea
- San Nicodemo
- San Paolino di Treviri, vescovo
- San Raimondo Nonnato, religioso
- Beato Andrea Dotti, sacerdote
- Beati Edmigio Primo Rodríguez, Amalio Zariquiegui Mendoza e Valerio Bernardo Herrero Martinez, religiosi lasalliani, martiri
- Beato Pere Tarrés i Claret, sacerdote